# Статус: Свободен
«Статус: Свободен» — российская комедийная мелодрама режиссёра Павла Руминова с Данилой Козловским и Елизаветой Боярской в главных ролях. Премьера в России состоялась 21 января 2016 года.

## Сюжет
Сюжет фильма рассказывает о непростых отношениях двух бывших влюблённых Никиты и Афины. Герой Данилы Козловского тяжело переживает расставание со своей девушкой в исполнении Елизаветы Боярской, нашедшей для себя более перспективную партию — успешного и разностороннего стоматолога Алексея. Никита, стараясь справиться с этим, проходит через разные стадии — ненависть, попытки вернуть бывшую возлюбленную, пока не понимает, что не надо бояться расставания и, возможно, это — лучшее, что случилось в его жизни.

## В ролях
- Данила Козловский — Никита Колесников
- Елизавета Боярская — Афина Гордеева
- Владислав Николаев — Владислав Николаев (Lisicq)
- Владимир Селезнёв — Алексей Ярцев
- Игорь Войнаровский — Вадим
- Наталья Анисимова — Валентина
- Паулина Андреева — Софья Шмуль
- Михаил Крылов — Михаил Крылов
- Мария Староторжская — дама на корпоративе
- Надежда Звенигородская — мама Никиты
- Юлия Пак — коллега Афины

## Съёмочная группа
- Павел Руминов — режиссёр и автор сценария
- Антон Дроздов — оператор-постановщик
- Сергей Ливнев, Данила Козловский, Сергей Бобза — продюсеры картины
- Максим Ронкин — второй режиссёр
- Денис Цуканов — звукорежиссёр
- Александра Сошальская — художник по костюмам
- Валерия Никулина — художник по гриму
- Юлия Галашова — художник-постановщик
- Игорь Вотинцев — оператор steadicam
- Александр Иванов — композитор
- Иван Лубенников — композитор
- Олег Чубыкин — композитор

## Создание
Это первый фильм, в котором Данила Козловский выступит не только в качестве актёра, но и продюсера. Как рассказал актёр в интервью для программы «Индустрии кино»:
…интересно провести проект с момента обсуждения его концепции за чашечкой кофе и до выхода готового фильма в прокат…
Сюжет фильма имеет под собой автобиографическую основу. Вот что рассказал Павел Руминов в интервью журналу 7 дней:
Несколько лет назад я тяжело переживал расставание с девушкой и, чтобы не сойти с ума, стал записывать свои ощущения и мысли, — рассказывает Руминов. — Как-то прочел эти заметки Дане Козловскому, с которым мы давно дружим. Он настолько проникся моей историей, что загорелся идеей снять по ней кино — мол, отличный сценарий у нас уже есть. Я дал себя уговорить, и в итоге у нас получился мужской вариант «Дневника Бриджет Джонс» — героя бросает любимая девушка, а он, пытаясь её вернуть, открывает в себе много новых талантов
К съёмкам фильма активно привлекались волонтёры, которых с легкостью находили через соцсети, в частности через страницу фильма «Вконтакте».
В музыкальном оформлении фильма использованы композиции группы Sherlock Blonde, участниками которой являются Павел Руминов и Наталья Анисимова.
Для актёра Владимира Селезнева роль стоматолога-разлучника стала первой большой ролью в кино. Он коллега Данилы Козловского и Елизаветы Боярской по петербургскому театру МДТ.